# Cho Oyu
Cho Oyu oder Qowowuyag („Göttin des Türkis“; tibetisch ཇོ་བོ་དབུ་ཡ Wylie jo-bo-dbu-ya; chinesisch 卓奥友山, Pinyin Zhuó'àoyǒu Shān, Nepali चो ओयु Cho Oyu) ist ein Achttausender im Himalaya. Er liegt im zentralen Himalaya nur 20 km westlich von Mount Everest und Lhotse und stellt den westlichen Eckpfeiler des Mahalangur Himal im Himalaya-Hauptkamm dar.
Die Grenze zwischen China und Nepal verläuft über den Gipfel des Cho Oyu.

## Name
Der Name „Göttin des Türkis“ bezieht sich auf das von Tibet aus sichtbare türkise Leuchten des Gipfels im Nachmittagslicht. Der Name setzt sich wahrscheinlich zusammen aus den tibetischen Wörtern chomo („Göttin“) und yo („türkis“), diese Herleitung ist jedoch nicht belegt. Erstbesteiger Herbert Tichy erfuhr von einem Lama in Namche Bazar, der Name bedeute „Gewaltiger Kopf“. Heinrich Harrer vermutete, der Berg heiße cho-i-u („Gottes Kopf“); auf früheren Karten war der Berg phonetisch ähnlich mit Cho Uyu verzeichnet. Eine alternative tibetische Übersetzung des Namens („Kahler Gott“) deckt sich mit Harrers Version und mit einer Legende, nach der der Kahle Gott Cho Oyu der Göttinmutter Chomolungma seinen Rücken zugewendet hat, weil diese sich weigerte, ihn zu heiraten.

## Höhe
Der Cho Oyu ist erst dank einer neuerlichen Vermessung 1984 als sechsthöchster der 14 Achttausender anerkannt worden. Bis dahin hatte er mit einer vermeintlichen Höhe von 8153 m hinter Dhaulagiri (8167 m) und Manaslu (8163 m) den achten Platz eingenommen. Nach der Vermessung 1984 wurde seine Höhe zunächst auf 8201 m festgelegt und nach neueren Messungen in den 1990er Jahren auf 8188 m korrigiert.

## Besteigungsgeschichte

### Erstbesteigung
Weil die Schweizer den Briten im Jahr 1952 bei der Genehmigung für den Mount Everest zuvorgekommen waren, konzentrierten sich die Briten in diesem Jahr auf den Cho Oyu, wo die Teilnehmer der für 1953 bereits genehmigten Everest-Expedition ihre Ausrüstung und Höhenanpassung erprobten. Edmund Hillary und George Lowe erkundeten dabei die Nordwestzugänge des Cho Oyu, die Südseite wurde für unangreifbar gehalten. Auf einen Besteigungsversuch von Norden wurde jedoch verzichtet, weil Expeditionsleiter Eric Shipton es nicht wagte, eine Lagerkette über die Grenze ins verbotene Tibet einzurichten.
Am 19. Oktober 1954 gelang einer österreichischen Klein-Expedition unter Führung von Herbert Tichy – mit dem Tiroler Sepp Jöchler und dem Sherpa Pasang Dawa Lama – die Erstbesteigung des Berges ohne zusätzlichen Sauerstoff. Der Weg auf die Nordseite über einen Eisbruch hatte sich dabei als einfacher erwiesen, als von den Briten zwei Jahre zuvor befürchtet.

### Weitere Besteigungen
1958 schaffte eine indische Expedition die zweite Besteigung. Im gleichen Jahr gab es auch den ersten Todesfall am Cho Oyu. Der Sherpa Pasang Dawa Lama bestieg den Gipfel zum zweiten Mal. Die Bergsteiger Pasang und Sonam Gyaltsen wurden vom indischen Ministerpräsidenten Nehru in Neu-Delhi empfangen; auch in Kathmandu wurden sie gefeiert, denn zum ersten Mal kamen bei einer Expedition allein die Sherpa zum Gipfelerfolg. Die dritte Besteigung durch eine deutsche Expedition 1964 ist bis heute umstritten, da es keine Beweise für das Erreichen des Gipfels gibt. Fritz Stammberger hatte angegeben, den Gipfel alleine erreicht zu haben, nachdem sein Sherpa 150 Meter unterhalb des Gipfels zurückblieb. Die Beweiskraft des angeblichen Gipfelfotos wurde daraufhin bestritten.
1978 durchstiegen die österreichischen Alpinisten Edi Koblmüller und Alois Furtner die extrem schwierige und gefährliche Südostwand zum Gipfel. 1983 gelang dem Südtiroler Reinhold Messner zusammen mit Michl Dacher und Hans Kammerlander die vierte nachgewiesene Besteigung. Sie kletterten im Alpinstil über eine neue Route vom Südwestgrat durch die Südwestwand zum Gipfel. Bis zu diesem Zeitpunkt waren acht Menschen, darunter 1982 der bekannte deutsche Bergsteiger Reinhard Karl, bei missglückten Besteigungen des Cho Oyu gestorben. 1985 schafften Maciej Berbeka und Maciej Pawlikowski aus einer polnischen Expedition unter der Führung von Andrzej Zawada die erste Winterbesteigung über den Südpfeiler, der bis heute als schwierigste Route gilt. Einige Tage später waren mit Jerzy Kukuczka und Andrzej Heinrich zwei weitere Expeditionsteilnehmer erfolgreich.
Die erste Besteigung eines Frauenteams gelang der Tschechoslowakin Dina Štěrbová und der Amerikanerin Vera Komarkova zusammen mit Ang Rita Sherpa und Nuru Sherpa am 13. Mai 1984. Am 10. Februar 1993 stand mit der Schweizerin Marianne Chapuisat erstmals eine Frau im Winter auf dem Gipfel. Die einfache Expedition hatte über keine Träger und keinen Sauerstoff verfügt, und Chapuisat sei selber überrascht gewesen, als ihr Elizabeth Hawley nach ihrer Rückkehr nach Kathmandu erklärte, dass sie als erste Frau überhaupt je im Winter auf einem Achttausender gestanden habe, so Martine Brocard.
Im Jahr 1988 durchkletterte ein slowenisches Team erstmals die Nordwand. Die Südwestwand wurde 1990 erstmals von Wojciech Kurtyka, Erhard Loretan und Jean Troillet durchstiegen. 1996 durchstiegen der Spanier Òscar Cadiach und der Österreicher Sebastian Ruchsteiner erstmals den Nordgrat. Der Österreicher Stefan Gatt und der Franzose Marco Siffredi befuhren den Berg 1999 bzw. 2000 als erste mit dem Snowboard. Den Kasachen Boris Dedeshko und Denis Urubko gelang 2009 eine direkte Route in der Südostwand. Diese Erstbegehung wurde mit dem Piolet d’Or gewürdigt.

### Besteigungsstatistik

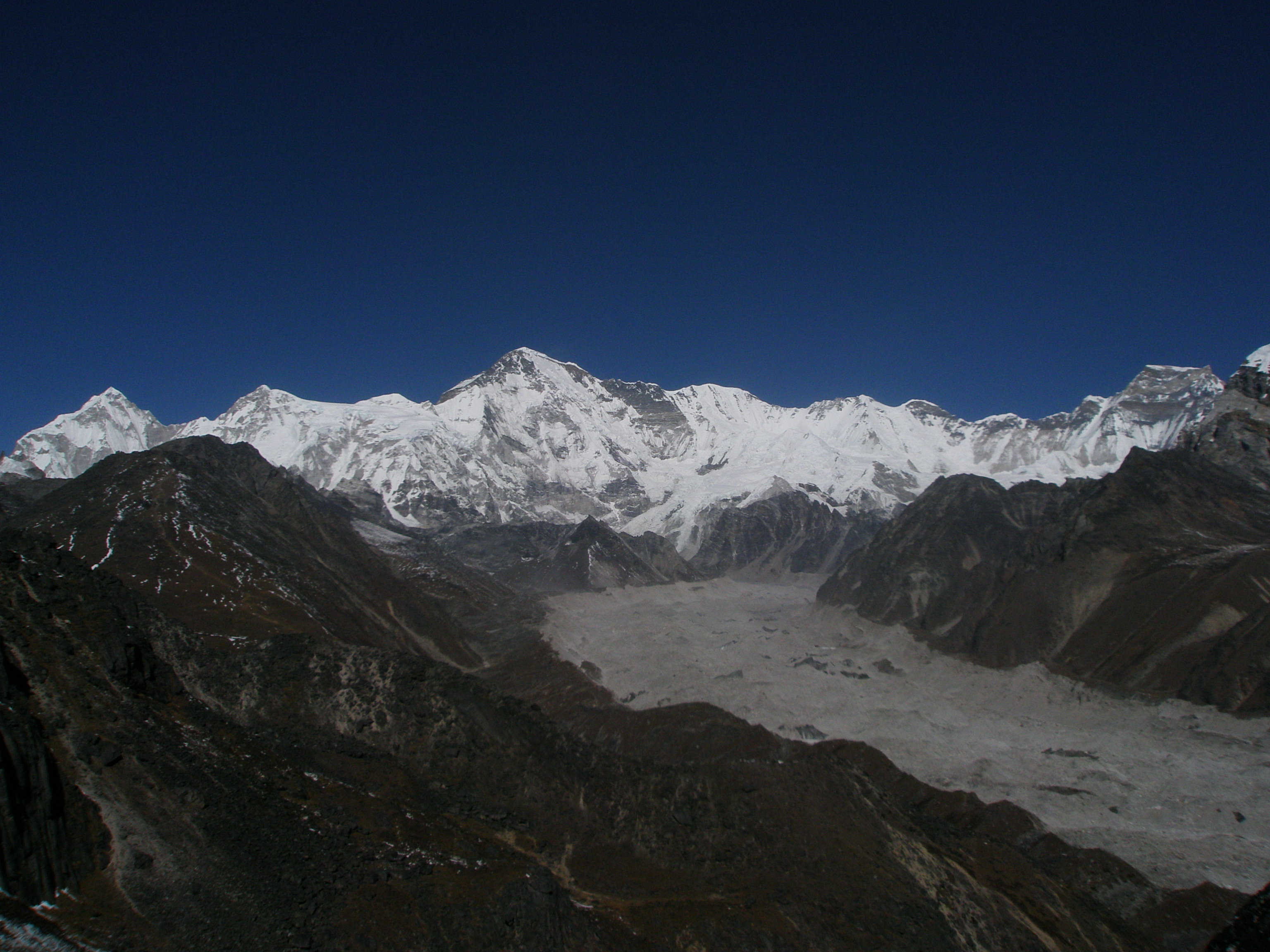
Das Cho-Oyu-Massiv von Süden mit Jasemba (links) und Gyachung Kang (ganz rechts)

Der Cho Oyu ist nach dem Mount Everest mit 2790 Gipfelerfolgen (Stand: 30. Juni 2009) der meistbestiegene Achttausender. Er zählt auf seiner Normalroute zu den „leichteren“ Achttausendern mit geringen objektiven Schwierigkeiten. Daher ist er oft Ziel kommerzieller Expeditionen und weist mit einem Verhältnis von einem Todesfall auf 65 Gipfelerfolge das geringste Risiko aller Achttausender auf.
Kommerzielle Expeditionsunternehmen, die eine Everest-Besteigung organisieren, empfehlen daher Kunden, die unerfahren in Extremhöhen sind, oftmals, zuvor an einer Expedition zum Cho Oyu teilzunehmen. Neben dem kommerziellen Interesse bietet ein Gang auf den Cho Oyu allen Beteiligten eine Möglichkeit zur Einschätzung der individuellen Anpassungsfähigkeit an große Höhen und den Sauerstoffmangel.

## Künstlerische Rezeption

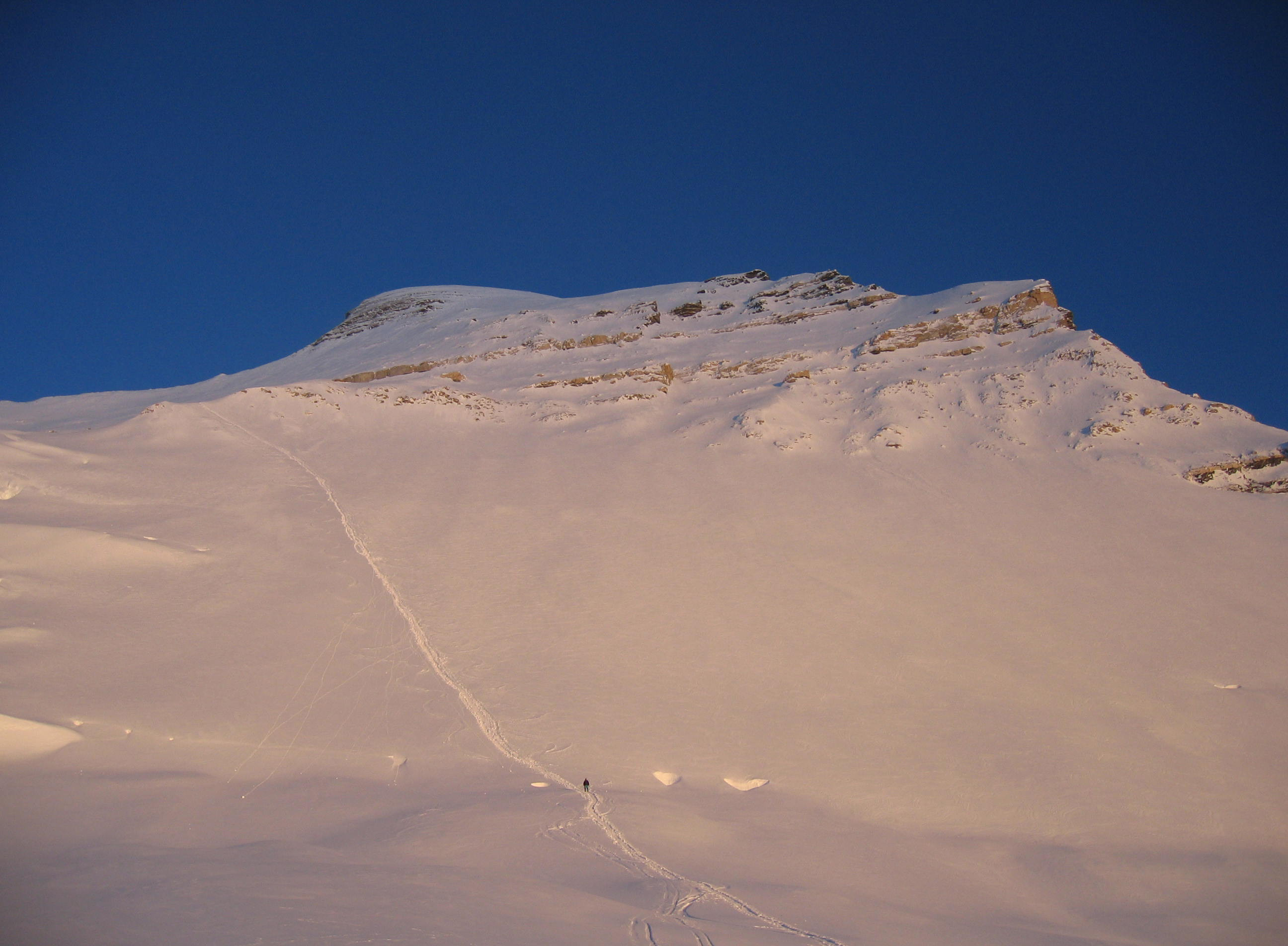
Gipfelregion des Cho Oyu

Im September und Oktober 2001 bestieg der norwegische Bergsteiger und Ambient-Künstler Geir Jenssen den Berg und fertigte während des Aufstiegs Feldaufnahmen der Natur- und Umgebungsgeräusche an. Die Aufnahmen wurden 2006 unter dem Titel Cho Oyu 8201m – Field Recordings From Tibet veröffentlicht. Der Roman Der unendliche Gipfel des niederländischen Autors Toine Heijmans spielt in seinem zentralen Erzählstrang auf dem Cho Oyu.